# Leslie Stephen
Sir Leslie Stephen (Londres, 28 de novembre de 1832 - 22 de febrer de 1904) fou un biògraf i alpinista anglès, editor de l'Oxford Dictionary of National Biography i pare de l'escriptora Virginia Woolf.

## Biografia
Va estudiar a Eton i al Trinity Hall de Cambridge, on es va graduar com a batxiller en arts el 1854, i com a mestre en arts el 1857. Es va fer sacerdot de l'Església d'Anglaterra fins que va evolucionar a un agnosticisme liberal. Va escriure molts treballs sobre pensament polític i literatura; destaquen especialment els seus dos volums de History of English thought in the eighteenth century (1876) i The English utilitarians (3 vols. 1900), que segueixen sent llegits i utilitzats. De la seva segona dona, Julia Jackson, vídua de Herbert Duckworth, va tenir dos fills, Adrian i Thoby, i dues filles, Virginia Woolf i Vanessa Bell.
Va ser un dels primers a escalar, durant l'edat d'or de l'alpinisme, tots els alts cims dels Alps, com el Bietschhorn, el Schreckhorn, la Muntanya Disgrazia i el Zinalrothorn. Va ser durant uns anys president del Club Alpí que havia cofundat i igualment editor de l'Alpine Journal entre 1868 i 1871.

## Obra
La seva obra més famosa, l'Oxford Dictionary of National Biography, va ser concebut el 1880 per George Smith, editor de John Ruskin, de les germanes Brontë, d'Anthony Trollope i de molts altres novel·listes importants britànics del segle dinou. El 1882 Stephen va persuadir a Smith que una biografia universal era impracticable i li va proposar fer un diccionari de biografies succintes i exactes de tots els habitants significatius de les illes britàniques i les seves colònies des del període històric més antic a l'època actual. Sota la seva direcció editorial, el treball va començar en 1882 i el primer volum, previst originalment per a octubre de 1884, va ser publicat moments abans de Nadal de 1884, tot i que està datat 1885. Però el treball es va revelar com un suplici per a ell i va anar afegint més i més col·laboradors, el principal dels quals va ser Sidney Lee. Mentre que Stephen era elegant en la seva escriptura però de vegades poc metòdic i indulgent amb els seus biografiats, Lee era un maniàtic de l'ordre, la precisió i el mètode, i un treballador fanàtic sense arribar a ser pedant.

## Obres
- Peaks, passes and glaciers (1862)
- The Playground of Europe (1871)
- The Science of Ethics (1882)
- Essays on Free Thinking and Plain Speaking (1873)
- An Agnostic's Apology (1893)
- The History of English Thought in the Eighteenth Century (1876)
- The Utilitarians (1900)
- Biografies de Samuel Johnson, Alexander Pope, Jonathan Swift, George Eliot i Thomas Hobbes.